# Seznam ruských hudebních skladatelů
Seznam ruských a sovětských skladatelů klasické hudby.

## A
- Ella Adajevskaja (Elisabeth von Schultz, 1846–1926)
- Nikolaj Afanasjev (1821–1898)
- Fjodor Akimenko (1876–1945)
- Karl Albrecht (1807–1863)
- Konstantin Albrecht (1836–1893)
- Alexandr Alexandrov (1883–1946)
- Anatolij Alexandrov (1888–1982)
- Boris Alexandrov (1905–1994)
- Jurij Alexandrov (1914–2001)
- Ilarion Alfejev (* 1966)
- Alexandr Aljabjev (1787–1851)
- Boris Alexandrovič Arapov (1905–1992)
- Olga Viktorovna Arefjeva (* 1966)
- Anton Stěpanovič Arenskij (1861–1906)
- Alexandr Andrejevič Archangelskij (1846-1924)
- Marija Archipova (* 1983)
- Jurij Arnold (1811–1898)
- Vjačeslav Arťomov (* 1940)
- Valerij Arzumanov (* 1944)
- Boris Vladimirovič Asafjev (1884–1949)

## B
- Nikolaj Ivanovič Bachmetěv (1807-1891)
- Milij Alexejevič Balakirev (1837–1910)
- Gennadij Banščikov (* 1943)
- Sergej Barzukov (* 1923?)
- Venjamin Basner (1925–1996)
- Sonja Bělousova (* 1990)
- Maxim Sozontovič Berezovskij (1745–1777)
- Nikolaj Berezovskij (1900–1953)
- Alexandr Ivanovič Bilaš
- Felix Blumenfeld (1863–1931)
- Nikita Bogoslovskij (1913–2004)
- Rostislav Bojko (1931–2002)
- Alexandr Porfirjevič Borodin (1833–1887)
- Sergej Bortkiewicz (1877–1952)
- Dmitrij Bortňanskij (Dmytro Bortňanskyj, 1751–1825)
- Uri Brener (* 1974)
- Jevgenij Brusilovskij (1905–1981)
- Jurij Markovič Bucko
- Nikolaj Budaškin (1910–1988)
- Revol Bunin (1924–1976)
- Tymofij Bilohradskyj (kolem 1700 – po 1760)

## C
- Georgij Catoire (1861–1926)
- Efrem Cimbalist (1889–1985)

## Č
- Alexandr Vladimirovič Čajkovskij (* 1946)
- Boris Alexandrovič Čajkovskij (1925–1996)
- Petr Iljič Čajkovskij (1840–1893)
- Michail Gennadijevič Čekalin
- Katia Čemberdži (* 1960)
- Alexandr Čerepnin (1899–1977)
- Nikolaj Čerepnin (1873–1945)
- Pavel Grigorjevič Česnokov (1877–1944)

## D
- Alexandr Dargomyžskij (1813–1869)
- Karl Davidov (1838–1889)
- Stěpan Davydov (1777–1825)
- Edison Vasiljevič Denisov (1929–1996)
- Nikolaj Pavlovič Dileckij (kolem roku 1630-po roce 1680)
- Georgij Dmitrijev (* 1942)
- Isaak Osipovič Dunajevskij (1900–1955)
- Ivan Ivanovič Dzeržinskij

## E
- Oleg Eiges (1905–1992)
- Boris Elkis (Jelkis, * 1973)
- Julij Engel (1868–1927)
- Andrej Ešpaj (* 1925)
- Jakov Ešpaj (1890–1963)
- Viktor Evald (1860–1935)

## F
- Jurij Alexandrovič Falik (1936–2009)
- Ivan Farmakovskij (* 1973)
- Samuil Fejnberg (1890–1962)
- Oskar Borisovič Feltsmann (* 1921)
- Vladimir Georgijevič Fere (1902–1971)
- Jelena Olegovna Firsova (* 1950)
- Veniamin Josifovič Flejšman (1913–1941)
- Jevstignej Ipatovič Fomin (1761–1800)
- Grigorij Samuilovič Frid

## G
- German Germanovič Galynin (1922–1966)
- Valerij Alexandrovič Gavrilin (1939–1999)
- Aleksandr Fjodorovič Gedike
- Alexander Konstantinovič Glazunov (1865–1936)
- Reinhold Glière (1875–1956)
- Michail Ivanovič Glinka (1804–1857)
- Jelena Fabianovna Gněsina (1864-1967)
- Michail Gněsin (1883–1957)
- Alexandr Goedicke (1877–1957)
- Alexandr Borisovič Goldenvejzer (1875–1961)
- Alexandr Goldštejn (* 1948)
- Andrej Ivanovič Golovin (* 1950)
- Jevgenij Kirillovič Golubev (1910–1988)
- Alexandr Tichonovič Grečaninov (1864–1956)
- Alexandr Sergejevič Gribojedov (1795–1829)
- Romuald Grinblat (1930–1995)
- Sofia Asgatovna Gubajdulina (* 1931)
- Vitalij Sergejevič Gubarenko (Hubarenko)
- Eugen Ottovič Gunst (1877–1950)
- Georgij Ivanovič Gurdžijev (1866/77–1949)

## H
- Filip Herškovitz (1906–1989)
- Vitalij Hubarenko

## Ch
- Ivan Jevstafjevič Chandoškin (1747–1804)
- Karen Surenovič Chačaturjan (1920–2011)
- Aram Iljič Chačaturjan (1903–1978)
- Alexandr Nikolajevič Cholminov
- Tichon Nikolajevič Chrennikov (1913–2007)

## I
- Konstantin Nikolajevič Igumnov (1873–1948)
- Michail Michajlovič Ippolitov-Ivanov (1859–1935)
- Anna Ikramova (* 1966)
- Anatolij Vasiljevič Ivanov (1934–2012)

## J
- Viktor Jekimovskij (* 1947)
- Boris Jelkis (Elkis, * 1973)
- Orest Jevlachov (1912–1973)
- Sergej Jevsejev (1893–1956)
- Jurij Jukečev (* 1947)
- Paul Juon (1872–1940)

## K
- Dmitrij Borisovič Kabalevskij (1904–1987)
- Vasilij Pavlovič Kalafati (1869–1942)
- Vasilij Sergejevič Kalinnikov (1866–1901)
- Sándor Kallós (* 1935)
- Nikolaj Girševič Kapustin (* 1937)
- Nikolaj Nikolajevič Karetnikov (1930–1994)
- Vladislav Igorevič Kasenin (1937–2014)
- Jurij Sergejevič Kasparov (* 1955)
- Alexandr Dmitrijevič Kastalskij (1856–1926)
- Jakov Kazjanskij (* 1948)
- Nikolaj Kedrov starší (1871–1940)
- Nikolaj Kedrov mladší (1905–1981)
- Igor Leonidovič Kefalidi (* 1941)
- Valerij Grigorjevič Kikta (* 1941)
- César Antonovič Kjui (1835–1918)
- Pjotr Alexandrovič Klimov (* 1970)
- Boris Lazarevič Kljusner (1909–1975)
- Alexandr Aronovič Knaifel (* 1943)
- Lev Konstantinovič Knipper (1898–1974)
- Vladimir Alexandrovič Kobekin (* 1947)
- Michail Georgijevič Kollontai (* 1952)
- Georgij Eduardovič Konjus (1862–1933)
- Julij Eduardovič Konjus (1869–1942)
- Sergej Juljevič Konjus (1902–?)
- Alexandr Alexandrovič Kopylov (1854–1911)
- Nikolaj Sergejevič Korndorf (1947–2001)
- Arsenij Nikolajevič Korščenko
- Boris Tichonovič Koševnikov (1906–1985)
- Marian Viktorovič Koval (1907–1971)
- Igor Krutoj (* 1954)
- Sergej Alexandrovič Kusevickij (Serge Koussevitzky, 1874–1951)
- Vasilij Vasiljevič Kühner (1840–1911)

## L
- Ivan Petrovič Larionov (1830–1889)
- Eduard Lazarev (* 1935)
- Roman Semjonovič Leděňov (* 1930)
- Alexandr Levin (* 1955)
- Sara Alexandrovna Levina (1906–1976)
- Jurij Abramovič Levitin (1912–1993)
- Anatolij Konstantinovič Ljadov (1855–1914)
- Sergej Michajlovič Ljapunov (1859–1924)
- Vasily Lobanov (* 1947)
- Alexandr Lazarevič Lokšin (1920–1987)
- Gavriil Jakimovič Lomakin (1812–1885)
- Arthur Lourié (1891–1966)
- Alexej Fjodorovič Lvov (1798–1870)

## M
- Nina Vladimirovna Makarova (1908–1976)
- Igor Markevič (1912–1983)
- Vladimir Martynov (*1946)
- Michail Maťušin (1861–1934)
- Nikolaj Karlovič Medtner (1880–1951)
- Mark Anatoljevič Minkov (1944–2012)
- Nikolaj Mjaskovskij (1881–1950)
- Alexandr Mozolov (1900–1973)
- Askold Murov (1928–1996)
- Modest Petrovič Musorgskij (1839–1881)

## N
- Eduard Nápravník (1839–1916)
- Alexej Alexandrovič Nikolajev (1931–2003)
- Igor Jurjevič Nikolajev (*1960)
- Taťjana Nikolajeva (1924-1993)
- Michail Nosyrev (1924–1981)
- Anatolij Grigorjevič Novikov (1896–1984)
- Nikolaj Ivanovič Noskov (*1956)

## O
- Vladimir Odojevskij (1803–1869)
- Simon Osiašvili
- Vjačeslav Ovčinnikov (* 1936)

## P
- Pavel Augustovič Pabst (1854–1897)
- Arvo Pärt (* 1935)
- Alexandra Nikolajevna Pachmutovová (* 1919)
- Sergej Pavlenko (* 1952)
- Alla Pavlovová (* 1952)
- Nikolaj Peiko (1916–1995)
- Andrej Pavlovič Petrov (1930–2006)
- Alexandr Pirumov (1930–1995)
- Michail Vasiljevič Pletňov (* 1957)
- Alexandr Nikolajevič Podaševskij (1884-1955)
- Leonid Polovinkin (1894–1949)
- Gavriil Popov (1904–1972)
- Sergej Sergejevič Prokofjev (1891–1953)
- Sergej Protopopov (1893–1954)
- Alla Pugačova (*1949)

## R
- Alexandr Rabinovič (* 1945)
- Sergej Vasiljevič Rachmaninov (1873–1943)
- Nikolaj Rakov (1908–1990)
- Alexandr Raskatov (* 1953)
- Vladimir Rebikov (1866–1920)
- Nikolaj Andrejevič Rimskij-Korsakov (1844–1908)
- Igor Rogaljov (* 1948)
- Nikolaj Roslavec (1881–1944)
- Anton Grigorjevič Rubinštejn (1829–1894)
- Alexej Rybnikov (* 1945)

## S
- Vadim Salmanov (1912–1978)
- Georgij Salnikov (* 1923)
- Antonio Sapienza (1794 – asi 1855)
- Taťána Pavlovna Sergejeva (* 1951)
- Nikolaj Nikolajevič Sidělnikov (1930–1992)
- Alexandr Nikolajevič Skrjabin (1872–1915)
- Sergej Michailovič Slonimskij (* 1932)
- Dmitrij Nikolajevič Smirnov (* 1948)
- Taťjana Sněžina (1972–1995)
- Antonio Emmanuilovič Spadavecchia
- Alexej Vladimirovič Stančinskij (1888–1914)
- Maximilian Osejevič Steinberg (1883–1946)
- Igor Fjodorovič Stravinskij (1882–1971)
- Viktor Suslin (1942–2012)
- Jevgenij Fjodorovič Svetlanov (1928–2002)
- Georgij Vasiljevič Sviridov (1915–1998)

## Š
- Eduard Moisejevič Šafranskij (1937–2005)
- Vladimir Jakovlevič Šajinskij (* 1925)
- Rodion Konstantinovič Ščedrin (* 1932)
- Vladimir Vasiljevič Ščerbačov (1889–1952)
- Jurij Šaporin (1887–1966)
- Adrian Šapošnikov (1888–1967)
- Visarion Šebalin (1902–1963)
- Nikolaj Šiljajev (1881–1938)
- Alfred Šnittke (1934–1998)
- Dmitrij Šostakovič (1906–1975)
- Isaak Iosifovič Švarc (1923–2009)
- Vladislav Alexejvič Šuť (* 1941)

## T
- Alexandr Tanejev (1850–1918)
- Sergej Ivanovič Tanějev (1856–1915)
- Mikael Leonovič Tariverdijev
- Vladimir Tarnopolskij (* 1955)
- Boris Tiščenko (1939–2010)
- Sergej Alexandrovič Trailin (1872–1951)

## U
- Vladimir Usachevskij (1911–1990)
- Galina Ustvolskaja (1919–2006)

## V
- Vladimir Vogel (1896–1984)
- Sergej Vasilenko (1872–1956)
- Moisej Samuilovič Vajnberg (1919–1996)
- Viktor Petrovič Vlasov
- Vladimir Alexandrovič Vlasov (1903–1986)
- Andrej Volkonskij (1933–2008)
- Kirill Volkov (* 1943)
- Alexandr Vustin (* 1943)